# Топузево
Топузево (болг. Топузево) — село в Болгарии. Находится в Сливенской области, входит в общину Котел. Население составляет 121 человек.

## Политическая ситуация
В местном кметстве Топузево, в состав которого входит Топузево, должность кмета (старосты) исполняет Илми Мустафов Пазвантов (Национальное движение за права и свободы (НДПС)) по результатам выборов правления кметства.
Кмет (мэр) общины Котел — Христо Русев Киров (коалиция партий: национальное движение «Симеон Второй» (НДСВ) и движение «За права и свободы» (ДПС)) по результатам выборов.